# Robert Langdon
Robert Langdon (født 22. juni 1964 i Exeter, New Hampshire) er en fiktiv person, der er hovedpersonen i fem af Dan Browns bestsellerromaner: Da Vinci Mysteriet, Engle og Dæmoner, Det Forsvundne Tegn, Inferno og "Oprindelse". I bøgerne bor han i Boston i Massachusetts. Robert Langdon er amerikansk professor og ekspert i kunst, religiøse symboler og mysterier. Han er forelæser ved Harvard University. I de filmatiserede versioner af Da Vinci Mysteriet (2006), Engle og Dæmoner (2009) og Inferno (2016) bliver Langdon spillet af Tom Hanks.